# UD트럭
UD트럭(영어: UD Trucks, 일본어: UDトラックス株式会社 UD 토랏쿠스카부시키가이샤[*])은 일본의 자동차 메이커이다. UD란 단어는 최상의 궁극성(영어: Ultimate Dependability 얼티밋 디펜다비리티[*])의 줄임말에 해당된다.
본래 닛산 자동차의 방계 회사인 닛산 디젤(영어: Nissan Diesel Sales Co., Ltd.)(설립 당초는 일본 디젤 산업) 주식회사가 2007년에 볼보 트럭에 인수되어 볼보 트럭의 자회사가 되었다가 2010년 2월에 현재의 사명으로 변경했다.
대한민국의 경우 1960년대에 한일 관계의 정상화로 최초로 대한통운이 트레일러를 도입했다. 쌍용자동차의 전신인 동아자동차가 1970년대부터 1980년대까지 라이센스 계약을 통해 트럭을 생산한 바가 있으며 삼성자동차도 1994년부터 2001년까지 기술 제휴를 통해서 트럭과 삼성 야무진을 생산한 바가 있다. 1980년대에 닛산 레조나를 대한민국에 수입한 적이 있으나 차량을 단종시키면서 도입을 중단하였고 이후 대한민국에 지사 설립과 동시에 본격적으로 진출했다.

## 역사
1935년 12월 1일에 일본 디젤 공업(일본어: 日本デイゼル工業)으로 설립했다. 1936년에 융커스와 크루프의 특허를 취득해 디젤 엔진을 개발했다. 1938년에 ND형 디젤을 개발했다. 1942년에 민세이 디젤 공업(일본어: 民生デイゼル工業)으로 사명이 변경이 되었으나 제2차 세계대전 이후 다시 민세이 공업(일본어: 民生工業)으로 변경했다. 1950년 5월에 자동차 사업 부분이 분사 되면서 민세이 디젤 공업(일본어: 民生デイゼル工業)으로 다시 개명했다. 1953년에 닛산 자동차가 지분을 참여하게 되었다.
1955년 최초로 제너럴 모터스와 디트로이트 디젤로부터 라이센스 계약을 체결하면서 디트로이트 디젤 시리즈 71(영어: Detroit Diesel Series 71)과 유니플로 소기 디젤 엔진(영어: Uniflow scavenging Diesel engine)을 개발했다. 1960년에 닛산 디젤(일본어: 日産ディーゼル工業 닛산디이제루코오교오[*])로 사명이 변경되었다.
1999년에 프랑스의 자동차 기업인 르노가 닛산 자동차와 자본 제휴를 실시 했을 때 닛산 디젤에 출자하게 되었고 두 번째로 최대 주주가 되었다. 르노 지분 소유 당시 구조 조정을 진행했다. 2004년에 세계 최초로 SCR 시스템을 개발했다. 2005년에 경영 재건이 완료되면서 르노가 소유하고 있던 주식을 모두 매각했다. 2006년 3월에 스웨덴의 자동차 기업인 볼보 트럭이 지분을 전체를 인수하면서 최대 주주가 되었다. 같은 해 9월에 잔여 지분을 닛산 자동차로부터 인수하면서 사실상 닛산 자동차와 관계가 청산되었다. 또한 닛산 자동차 시절 때부터 도쿄 증권거래소에 상장도 2007년에 폐지되었다. 같은 해 버스 생산을 위해 미쓰비시 후소 트럭·버스와 OEM 공급 계약을 체결을 했으나 2010년 10월에 OEM 공급 계약 종료와 동시에 버스 생산이 중단되었다.
2009년 1월에 직계 판매 부문 회사인 닛산 디젤 트럭(일본어: 日産ディーゼル工業) 합병과 동시에 UD트럭 재팬(일본어: UDトラックスジャパン)을 설립했다. 2010년 1월에 볼보가 지분 전체 출자 했던 일본 볼보(일본어: 日本ボルボ株式会社)를 합병했다. 같은 해 2월에 현재의 사명으로 변경된데 이어 대기업에 한해서 대형 트럭을 출시했다. 2012년에 대한민국 지사 설립과 동시에 본격적으로 진출 했으며 같은 해 9월에 최초로 생산하기 시작했다. 2014년에 인도 시장 진출을 위해 버스 생산을 다시 재개했다.
2019년 12월에 일본의 버스 및 트럭 제조 기업인 이스즈 자동차가 볼보트럭과 상호 협력을 체결을 발표했으며, 2021년 4월 1일에 이스즈 자동차에 인수되었다.

## 생산 공장
- UD트럭 본사 (UD Trucks Corporation, 일본 사이타마현 아게오시)
- UD트럭 아게오 공장(일본 사이타마현 아게오시) - 트럭 및 디젤 엔진 조립
- UD트럭 하뉴 공장(일본 사이타마현 하뉴시) - 변속기 조립
- UD트럭 코리아 (UD Trucks Korea, 대한민국 경기도 화성시)

## 사진

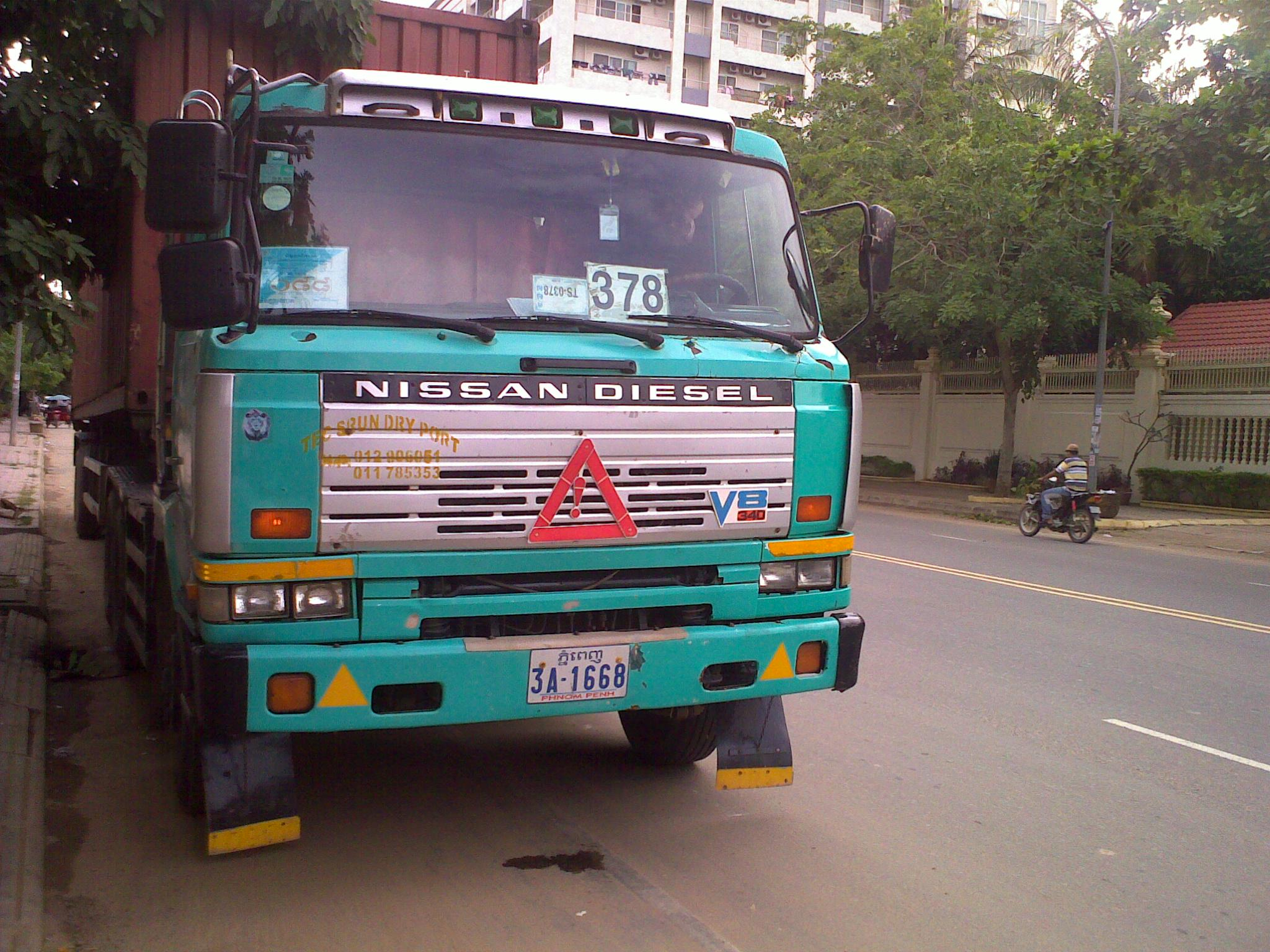
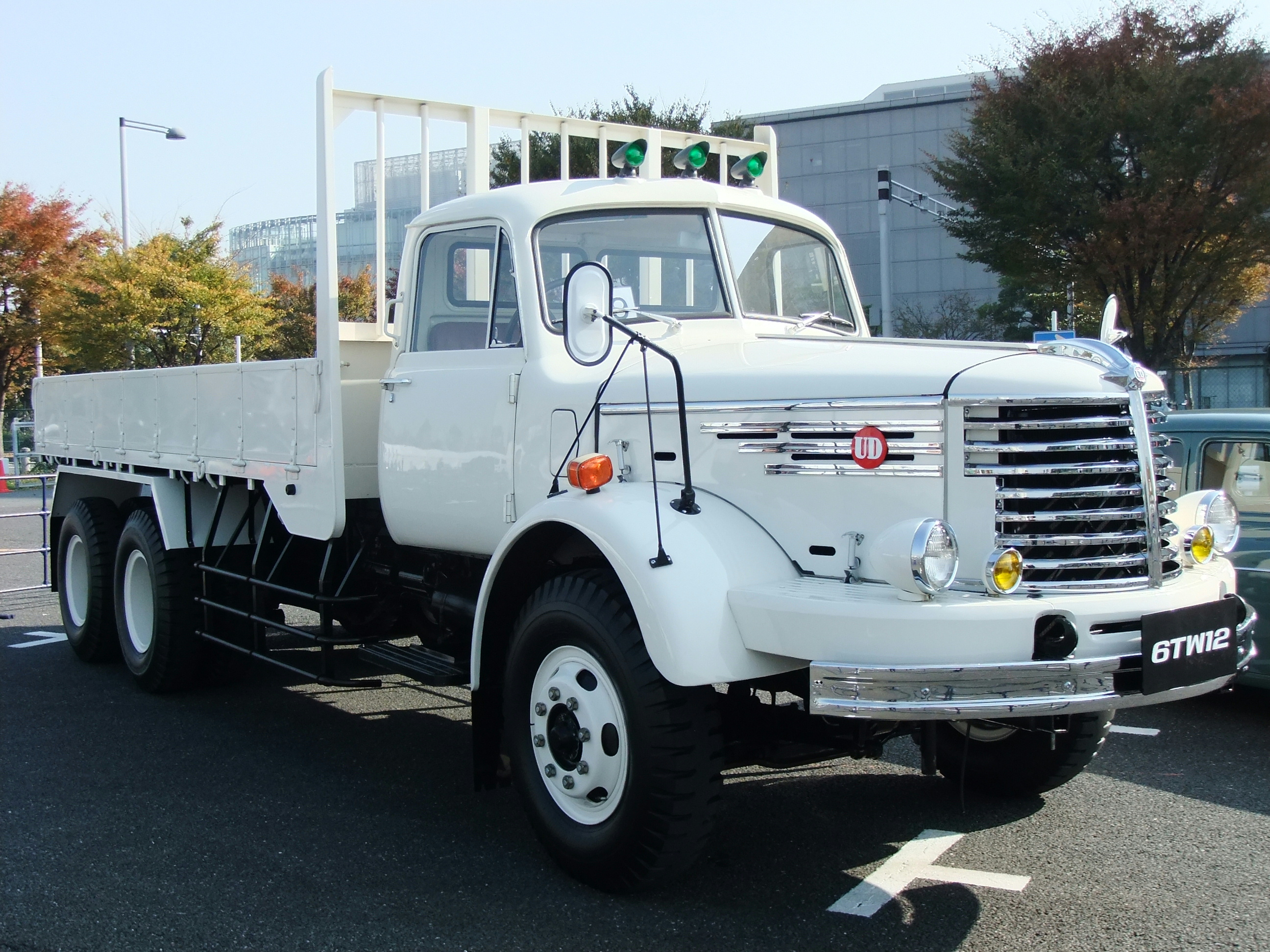
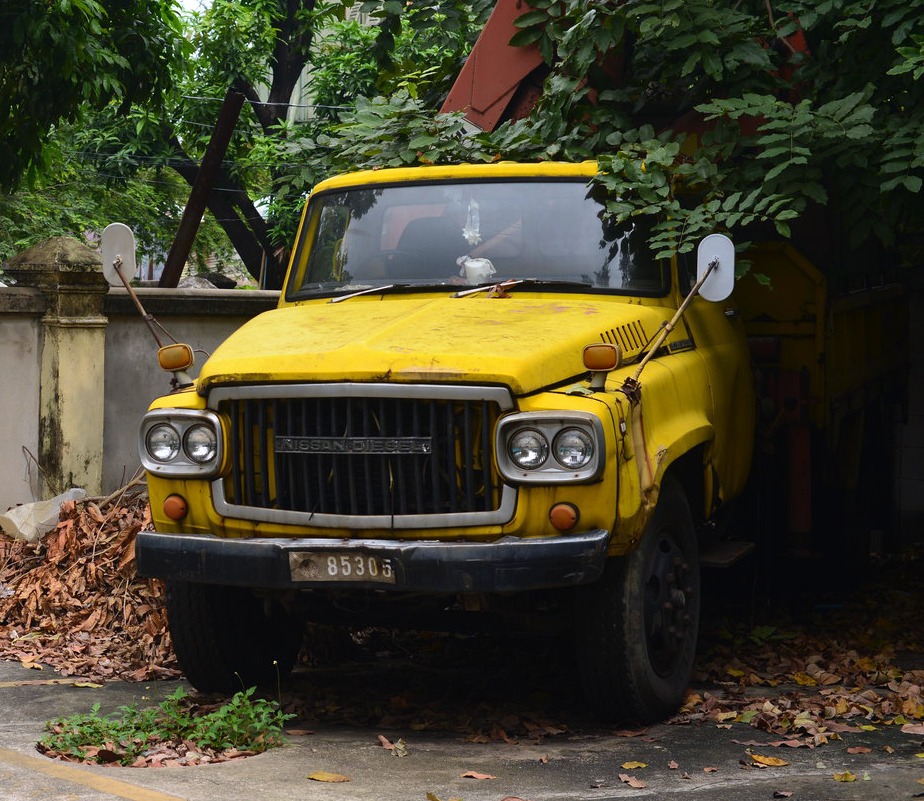
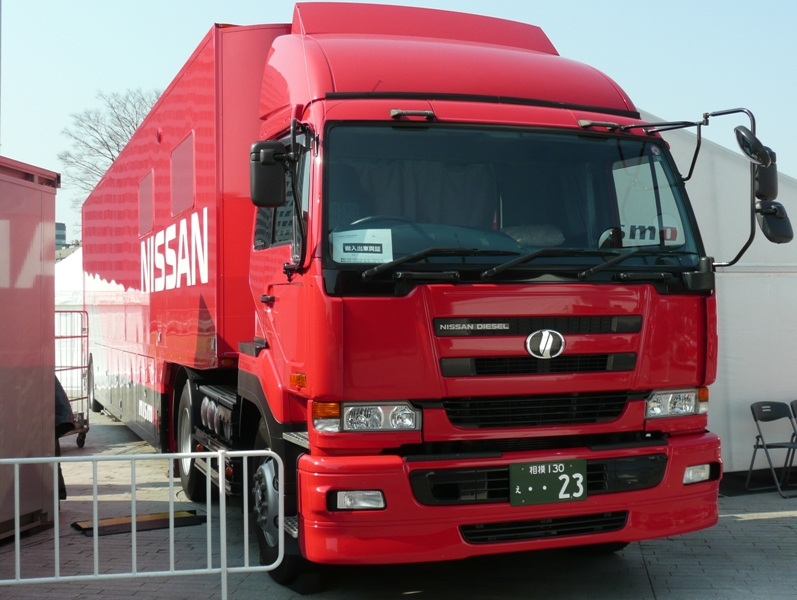
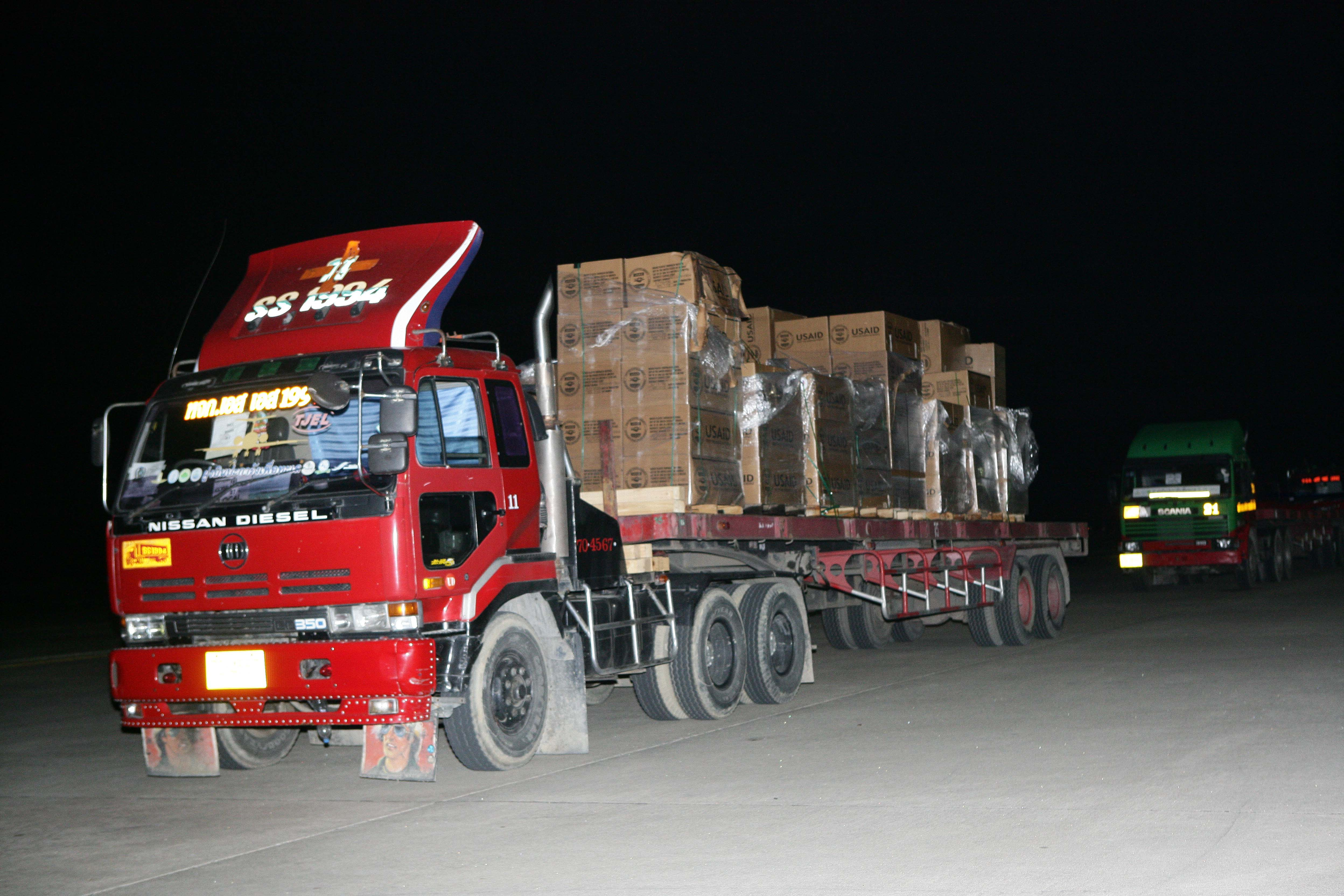
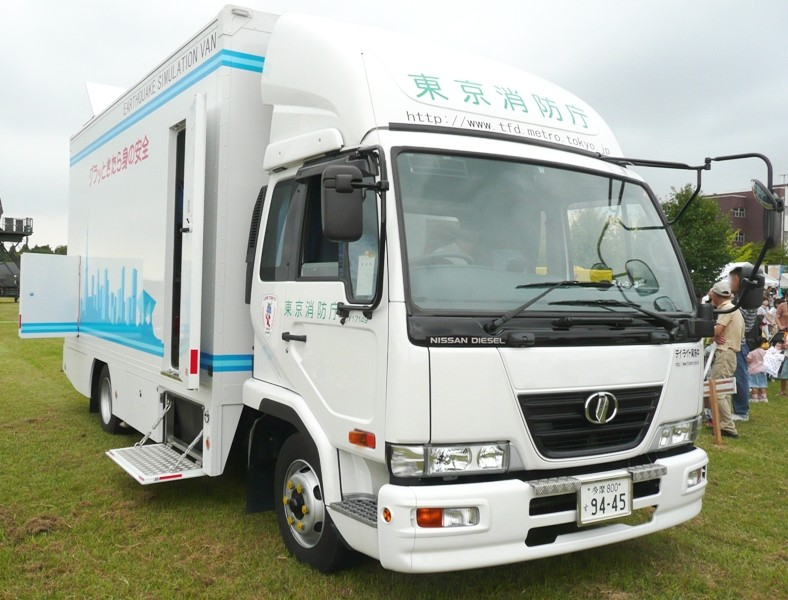
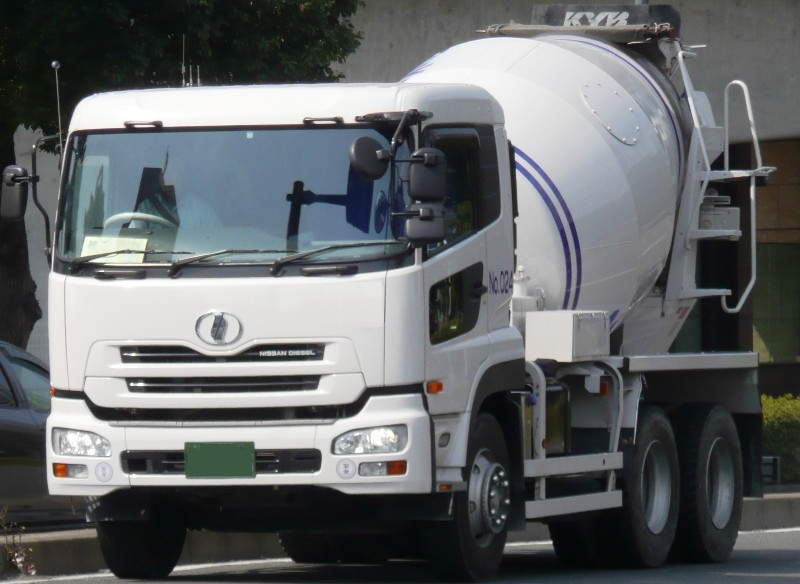
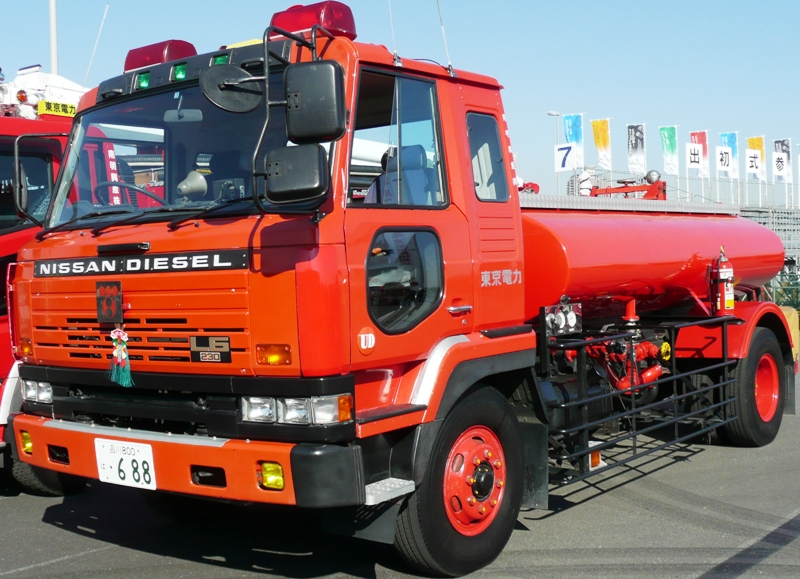
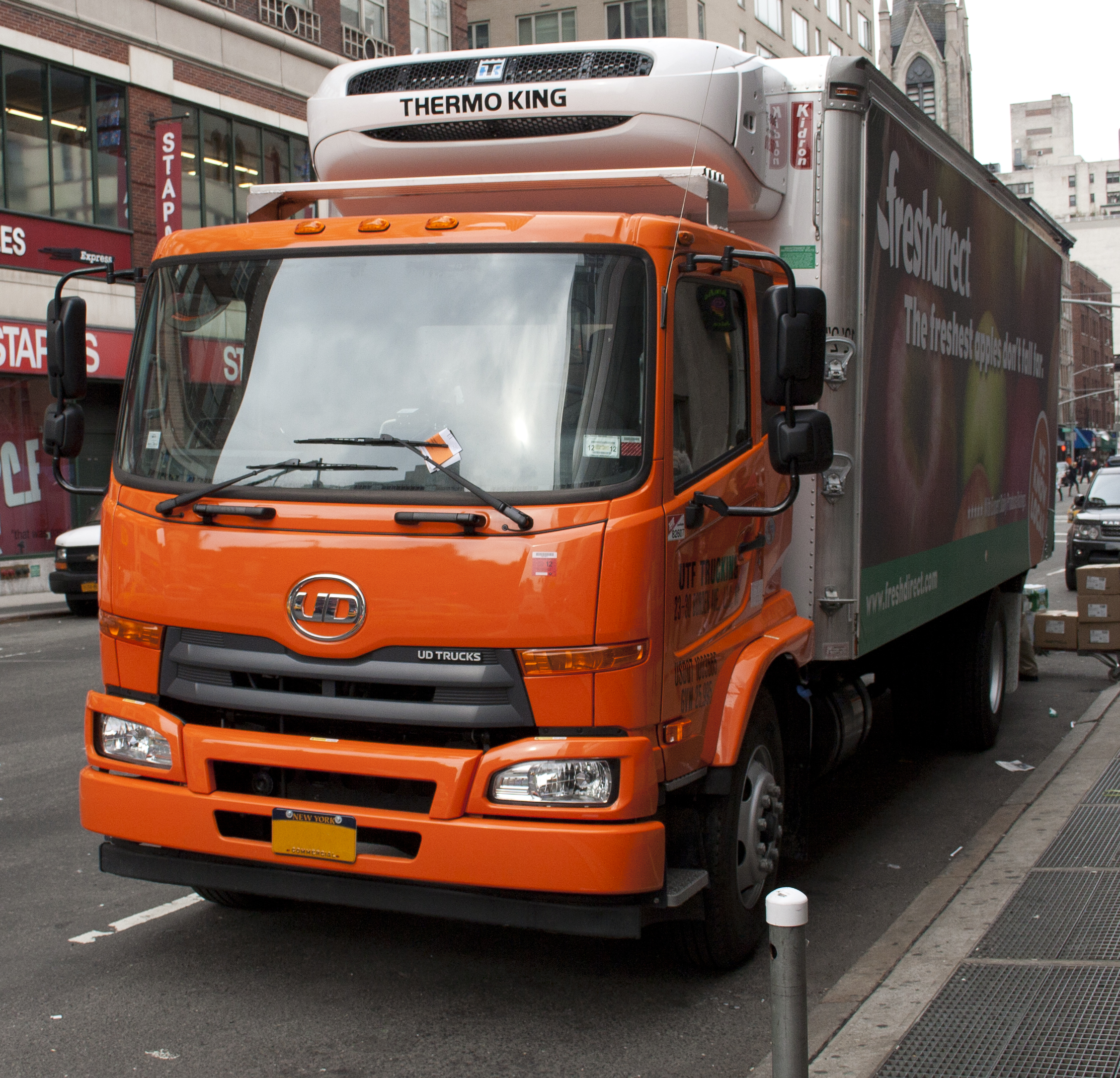
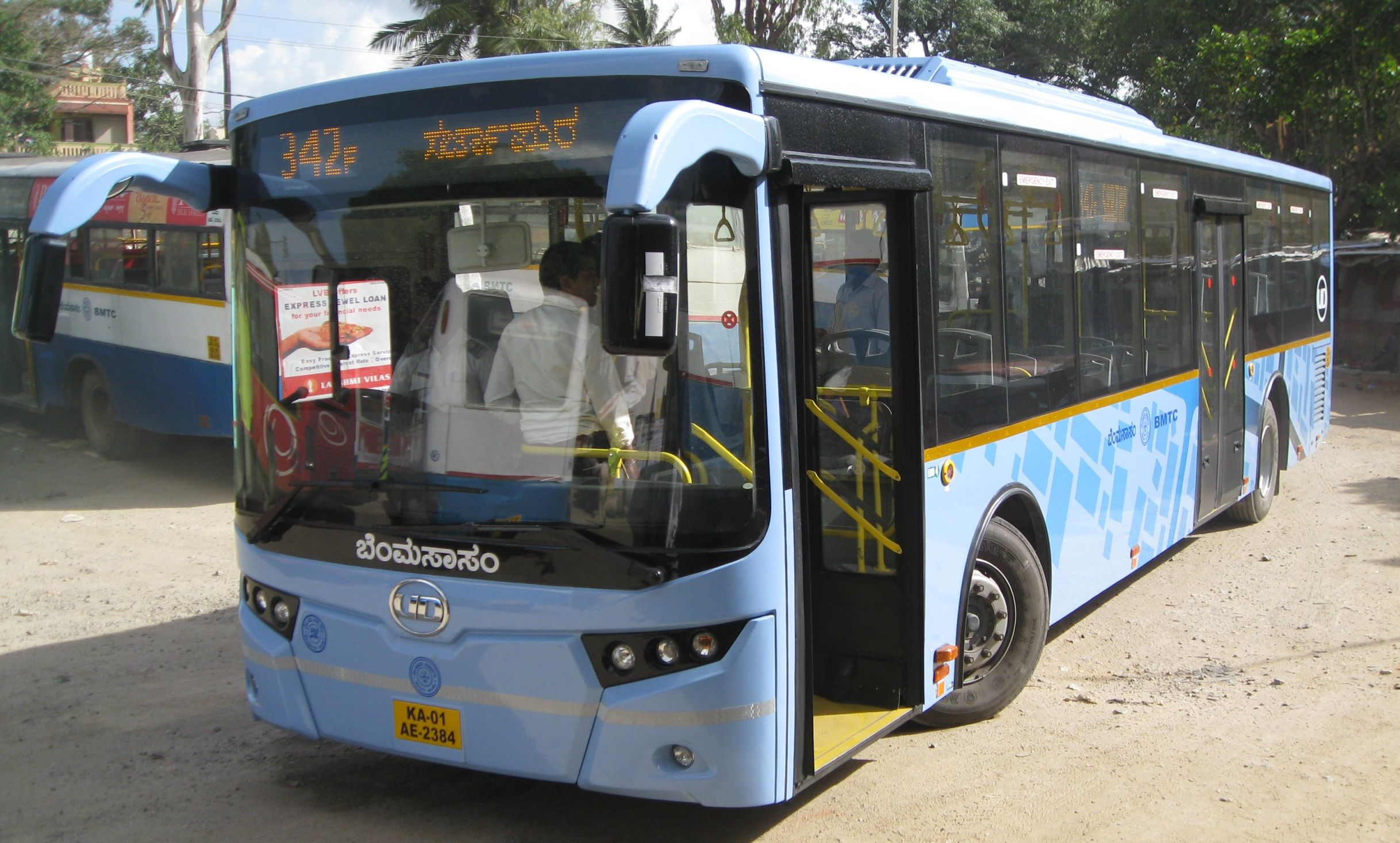

## 생산 차종

### 현재 생산차종
트럭
- UD트럭 크로너
- UD트럭 카제트
- UD트럭 쿠제
- UD트럭 퀘스터
- 닛산 디젤 콘도르
- 닛산 디젤 큐온

버스
- UD트럭 BRT
- UD트럭 SLF

기타 차량
- 닛산 디젤 FJ

### 과거 생산차종
트럭
- 닛산 디젤 C 시리즈
- T 80
- TN 93
- 닛산 디젤 TW
- 닛산 디젤 바이손
- 닛산 디젤 레조나
- 닛산 디젤 빅섬
- 닛산 디젤 선그레이트

버스
- 닛산 디젤 UA
- 닛산 디젤 R/RA
- 닛산 디젤 RN
- 닛산 디젤 스페이스 드림
- 닛산 디젤 스페이스 러너 7
- 닛산 디젤 스페이스 러너 A
- 닛산 디젤 스페이스 러너 RA
- 닛산 디젤 스페이스 러너 RM
- 닛산 디젤 스페이스 러너 RP
- 닛산 디젤 스페이스 러너 JP
- 닛산 디젤 스페이스 애로우
- 닛산 디젤 스페이스 윙

기타 차량
- 닛산 디젤 AZ

수입 차량
- 닛산 디젤 스페이스 애로우 유로 투어
- 욘케레 모나코
- 옴니노바 멀티 라이더